# 812

سنة 812 كانت سنة كبيسة تبدأ يوم الخميس (سوف يظهر الرابط التقويم الكامل للعام) حسب التقويم اليولياني،

## مواليد
- أبو جعفر هارون الواثق بالله توفي في 847 م.

## وفيات
- معاذ بن معاذ
- عمران بن مجالد
- ورش
- 11 يناير - ستوراسيوس، إمبراطور بيزنطي.